# Лео Вер
Лео Вер (англ. Leo Ware; 27 вересня 1876 — 28 грудня 1914) — колишній американський тенісист.
У рейтингу США досяг 2-го місця.
Перемагав на турнірах Великого шолома в парному розряді.
Завершив кар'єру 1902 року.

## Фінали турнірів Великого шолома

### Парний розряд: 4 (2–2)
| Результат | Рік  | Турнір        | Покриття | Партнер                  | Суперники                    | Рахунок                   |
| --------- | ---- | ------------- | -------- | ------------------------ | ---------------------------- | ------------------------- |
| Перемога  | 1897 | Чемпіонат США | Трава    | Джордж Шелдон (тенісист) | Гарольд Магоні Гаролд Нісбет | 11–13, 6–2, 9–7, 1–6, 6–1 |
| Перемога  | 1898 | Чемпіонат США | Трава    | Джордж Шелдон (тенісист) | Голкомб Ворд Двайт Ф. Девіс  | 1–6, 7–5, 6–4, 4–6, 7–5   |
| Поразка   | 1899 | Чемпіонат США | Трава    | Джордж Шелдон (тенісист) | Голкомб Ворд Двайт Ф. Девіс  | 4–6, 4–6, 3–6             |
| Поразка   | 1901 | Чемпіонат США | Трава    | Білс Райт                | Голкомб Ворд Двайт Ф. Девіс  | 3–6, 7–9, 1–6             |